# Hotel Ukrajina
Hotel Ukrajina (rusky Гостиница Украина), známý také jako Radisson Collection Hotel, je pětihvězdičkový luxusní hotel v centru Moskvy. Budova vysoká 206 metrů je jednou z tzv. „sedmi sester“. Jde o nejvyšší hotel v Evropě.

## Historie
O výstavbě hotelu Ukrajina rozhodl sovětský diktátor Josif Stalin. Navrhli ji Arkadij Mordvinov a Vjačeslav Oltarževskij (přední sovětský odborník na ocelové výškové konstrukce). Hotel Ukrajina je druhý nejvyšší z neoklasicistních „sedmi sester“ stalinské éry (206 metrů a 34 pater).
Od doby výstavby až do otevření hotelu Westin Peachtree Plaza v Atlantě v americkém státě Georgia v roce 1976 byl hotel Ukrajina nejvyšší na světě.

### Výstavba
Základní kámen hotelu byl slavnostně položen 7. září 1947, v den 800. výročí Moskvy, stejně jako u všech mrakodrapů postavených ve stalinské éře. Stavební práce ale ve skutečnosti začaly až v roce 1953.
Na příkaz Nikity Chruščova, prvního tajemníka Ústředního výboru KSSS, byl hotel pojmenován „Ukrajina“, a nikoli „Dorogomilovskaja“, jak bylo původně zamýšleno. Důvodem bylo symbolické gesto v rámci oslav 300. výročí znovusjednocení Ruska a Ukrajiny v roce 1954.

### Otevření
Slavnostní otevření hotelu na Dorogomilovském nábřeží se konalo 25. května 1957. Začátkem června tisk informoval, že v tomto největším hotelu v Evropě je 1026 pokojů.
V roce 1964 byl na náměstí před hlavním průčelím postaven 10metrový pomník ukrajinského básníka Tarase Ševčenka.

## Architektura

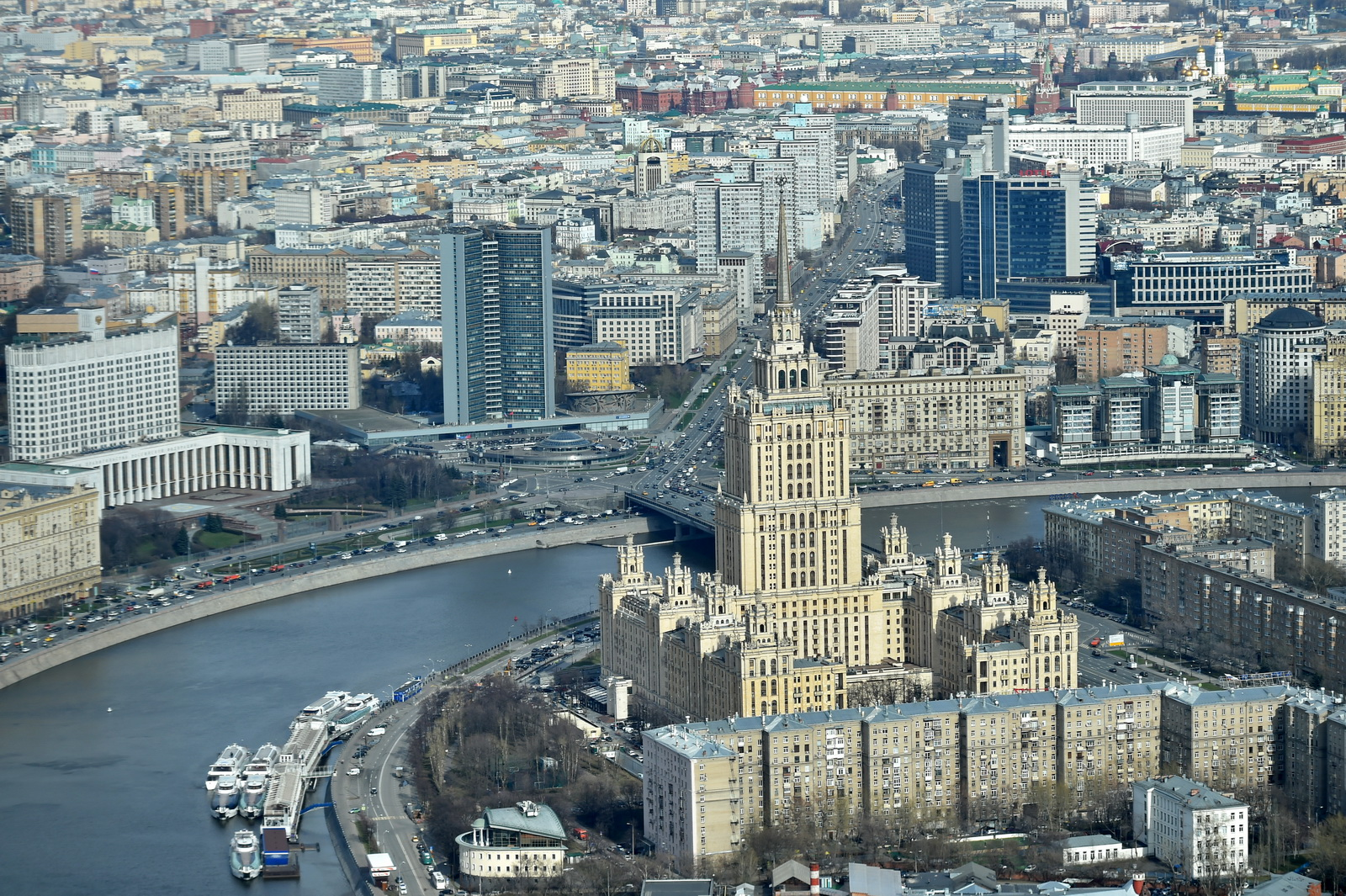
Pohled na Hotel Ukrajina z vyhlídkové plošiny Věže federace v 89. patře

Ve 30. letech 20. století se v Sovětském svazu zformoval nový architektonický styl, později nazývaný socialistický realismus. Jeho charakteristickým znakem byla mohutnost budov a množství dekorativních prvků, a to i na obytných budovách. Výzdoba byla eklektická: spolu s použitím klasických prvků byly použity moderní sovětské symboly, např. obrazy srpů, pěticípé hvězdy nebo dělníků.